# Excelsior (broń chemiczna)
Excelsior – arsenoorganiczny związek chemiczny o budowie zbliżonej do adamsytu i difenylochloroarsyny, bojowy środek trujący z grupy sternitów. Produkowany w czasie I wojny światowej przez Niemcy. W przypadku narażenia na jego działanie, objawy występują niemal natychmiastowo. LCt50 w przypadku inhalacji wynosi 8500 (mg·min)/m³. Nie jest śmiertelny w kontakcie ze skórą.